# Singapur en los Juegos Olímpicos de Helsinki 1952
Singapur estuvo representado en los Juegos Olímpicos de Helsinki 1952 por cinco deportistas, cuatro hombres y una mujer, que compitieron en tres deportes.
El portador de la bandera en la ceremonia de apertura fue el halterófilo Thong Saw Pak. El equipo olímpico singapurense no obtuvo ninguna medalla en estos Juegos.